# Пол Камерон (кінооператор)
Пол А. Камерон (англ. Paul Cameron; нар. 30 травня 1958 р., Монреаль) — канадський оператор-кінематографіст, член Американської спілки кінематографістів (ASC).

## Біографія
Народився у Монреалі, Канада і виріс на околиці Нью-Йорка. Навчався у місцевій середній школі разом із майбутніми знаменитостями — оператором і режисером Семом Мендесом і оператором-документалістом Чарльзом Лібіном.

### Освіта
Пол закінчив Перчейз-коледж Нью-Йоркського державного університету в поселенні Перчейз, Нью-Йорк (State University of New York at Purchase).

### Кар'єра
Малий Пол жив разом зі своїм братом, актором зі школи драми Єльського університету, у Нью-Йорку близько п'яти років. Коли він ще учився у середній школі, то робив сценічне освітлення для шкільних вистав і освітлення для місцевої музичної рок-н-рольної групи. Після того, як він вступив до коледжу, то знімав багато різних студентських проектів, щоб заробити трохи грошей. Ще він підпрацьовував барменом у місцевому рок-н-рольному клубі, фільмував виступи місцевої групи під назвою «B-52». Разом зі своїм другом Чарлі Лібіном, Пол брав зі школи різне відеообладнання. Та Пола і Чарлі виключили з університету, бо вони брали те обладнання без дозволу. Через шість місяців Пол поїхав до Лос-Анджелесу і показав свій фільм про групу «B-52» у музичному відділі студії «Warner Brothers». Там роботу Пола оцінили, однак сам фільм їм був непотрібний. вирішив повернутися в школу в Нью-Йорку, де я також працював на камеру оренду будинку. Близько двох років після того, як я закінчив школу, я намагався потрапити в камеру гільдії як асистент кінооператора. На цей час у мене був уже чималенький досвід роботи — я знімав багато: із котушок мого відео можна було скласти гірку. Однак, я не пройшов випробовування. Наступного тижня він подав документи до Nabet (профспілка працівників телебачення, радіо, теле- і медіавиробництва) на посаду оператора-постановника і його зарахували. За короткий період, поки він там працював, Пол мав нагоду знайомитися із цікавими людьми і багато їздити. Працюючи над фільмом про групу студентів Єльського університету, у 1985 році він відвідав Китай як оператора разом із режисером Ліндсі Андерсоном. Там він зняв документальний фільм про концерт британсбкого дуету «Wham!». Разом зі своїм другом Чарлі Лібіном, він зняв іще багато музичного документального відео, кліпів, концертів тощо. Однак, ця робота була суто технічною, а Пол хотів навчатися тонкостям мистецтва у видатного кінооператора чи режисера-постановника. Отже, він вирішив зосередитися на роботі кінооператора. На його щастя, йому щойно зателефонували від кінооператора Рона Фортунато (у нього на сьогодні фільмографія складається із 30 фільмів). Рон був однокласником Пола. Він переїхав до Європи одразу після закінчення школи, і мав досвід зйомок кількох німецьких фільмів. Тож Пола запросили працювати помічник омо ператора. Пол працював з Роном близько року, а потім познайомився з рядом європейських операторів, які знімали музичні кліпи та інші фільми для телебачення. Протягом двох років Пол співпрацював із ними. Після цього він знімав рекламу для комнаній: «Bacardi», «AT&T», «BMW», «Seiko», «Coca-Cola», «Revlon» (з продюсером і режисером Семом Мендесом); а також був помічником оператора музичних кліпів з Джанет Джексон («I Get Lonely», режисер Пол Гантер (Paul Hunter), Ліл Кім, відомої ще як Queen Bee («No Matter What They Say»), Аліши Кіз (Alicia Keys), Девіда Бові (David Bowie) та інших.
Пол Камерон став членом Американського товариства кінематографістів (ASC) з 2006 року.
Першою режисерською роботою стала стрічка «The B-52's Time Capsule: Videos for a Future Generation 79-98» (1998)

### Нагороди
- Clio Award Найкращому операторові (2003) за «Перемогти Диявола» («Beat the Devil»)
- LAFCA Award (2004; спільно із колегою) за фільм «Співучасник»
- BAFTA Film Award (2004; спільно із колегою) за фільм «Співучасник»
- ASC Film Award (2004; спільно із колегою) за фільм «Співучасник».[2]

### Персональний вебсайт
Website: Paul Cameron, http://paulcamerondp.com/

## Фільмографія

### Кінофільми
- «Distribution of Lead» [реж. Чарльз Лібін (Charles Libin)], знято 16 мм камерою, (1987)
- «The Last Supper» [реж. Стейсі Тайтл (Stacy Title)], (1994)
- «Advice from a Caterpillar» [реж. Дон Сардиньйо (Don Scardino)], помічник оператора Філа Ойтікера (Phil Oetiker), (1998)
- «Викрасти за 60 секунд» [реж. Домінік Сена (Dominic Sena)] у співпраці з Філліпом Сі. Файфером (Philip C. Pfeiffer), 2-м оператором (1999)
- «Пароль «Риба-Меч»» [реж. Домінік Сена], у саівпраці з Джошем Бляйбтрау (Josh Bleibtreu), 2-м оператором (2000)
- «Перемогти Диявола» [реж. Тоні Скотт (Tony Scott)], короткометражний фільм із серіалу Прокат, помічник оператора Девіда Бі. Ноувела (David B. Nowell), (2002)
- «Лють» (англ. «Man of Fire») [реж. Тоні Скотт], у співпраці з Девідом Бі. Ноувелом (2002)
- «Співучасник» [реж. Майкл Манн], у співпраці з Девідом Бі. Ноувелом (2003)
- «У світі жінок» [реж. Джонатан Кезден (Jonathan Kasdan)], у співпраці з Дана Ґонсалесом (Dana Gonzales), (2005)
- «Déjà Vu» [реж. Тоні Скотт], у співпраці з Куртом І. Содерлінґом і Девідом Бі Ноувеллом (2006)
- «Американський комбатант» [реж. Чарльз Лібін], секвел «Distribution of Lead»; у співпраці з Джеймсом Роше (James Roche), (2006)
- «Сили Господні» (англ. «Divine Forces») [реж. Леонардо Ріканьї (Leonardo Ricagni)], запрошували до операторської роботи, однак виробництво фільму скасували, (2007)
- «Білий Джаз» (англ."White Jazz) [реж. Джо Кернаган (Joe Carnahan)], фільм у процесі виробництва; статус Пола Кемерона невідомий (з 2007)
- «Кримінальна фішка від Генрі» (англ. «Henry's Crime») [реж. Малкольм Венвілль (Malcolm Venville)] (2009—2010)
- «Мавританські мрії» (англ. «Moorish Dreams») [реж. Леонардо Ріканьї], фільм на стадії передвиробництва; виробництво відкладено (з 2009)
- «Чоловік на межі» (англ. Man on a Ledge) [реж. Есґер Лет (Asger Leth)], у срівпраці з Лукашем Йоґаллою (Lukasz Jogalla і Браяном Гелтером (Brian Heller) (2010)
- «Пригадати все» [реж. Лен Вайсман] у співпраці з Джошем Бляйбтрау, Браяном Пеарсоном (Brian Pearson), Стівом Костером (Steve Koster), (2012)
- «Падіння мертвого парубка» («Dead Man Down») [реж. Нільс Арден Оплеф (Niels Arden Oplev)], (2013)
- «21 міст» [реж. Браян Кірк], (2019)
- «Ремінісценція» [реж. Ліза Джой], (2021)

### Фільми для телебачення
- «The Seer: Live in New York» [реж. Едді Арно і Маркус Інносенті (Eddie Arno & Markus Innocenti)] відеофільм з концерту, 55хв.; кульмінація туру «The Seer's» («Big Country Tour»), 10 треків, (1986)
- «Пісні для Дрелли» (англ. «Songs for Drella: Lou Reed, John Cale») [реж. Ед Лахман (Ed Lachman)], відеофільм з концерту (1989)
- «Chantilly Lace» [реж.і прод. Лінда Єллен (Linda Yellen)], (1993)
- «Parallel Lives» [реж.і прод. Лінда Єллен], (1994)
- «Relativity» [реж. Марка Пізнарскі (Mark Piznarski)] (пілотний епізод) (1996)
- «Майкл Гейз: Американський адвокат» (англ.Michael Hayes: US Attorney) [реж. Томас Картер (Thomas Carter)] (серіал), у співпраці з оператором Джеймсом еЛь. Картером (James L. Carter), (1997—1998)

### Інші роботи
- «Андреа Доріда: останній розділ» (англ. «Andrea Doria: The Final Chapter») [реж. Пітер Ґімбел (Peter Gimbel)], телевізійний документальний фільм, у співпраці з Джоном Ліндсі (John Lindley), Артуром Альбертом (Arthur Albert) і Марком Шеллі (Mark Shelley), (1981)
- «Wham! у Китаї» (англ. «Wham! In China: Foreign Skies» [реж. Ліндсі Андерсон; Стенфорд Гамільтон (Strathford Hamilton) і Енді Мореган (Andy Morahan)], музично-документальний фільм, 60 хв. у співпраці з Девідом Меєром (David Myers); ЛІндсі Андерсон зробив свою версію після того, як його видалили із проекту, під назвою «Якби ви тут були» (англ. «If You Were There») (невипущений) (1985)
- «Промислова симфонія № 1» (англ. «Industrial Symphony No. 1: The Dream of the Brokenhearted») [реж. Девід Лінч (David Lynch)], короткометражний, у співпраці з Джоном Шварцманом (John Schwartzman), (1989)